# Andrea Cingolani
Pour les articles homonymes, voir Cingolani.
Andrea Cingolani (né le 14 août 1990 à Macerata) est un gymnaste italien, spécialiste de gymnastique artistique.
Il remporte une médaille de bronze au sol lors des Championnats d'Europe 2013 à Moscou.